# Zákony o unii z roku 1800
Acts of Union 1800 (v Británii Union with Ireland Act 1800, v Irsku Act of Union (Ireland) 1800) byly zákony schválené souběžně britským a irským parlamentem, kterými se Království Velké Británie a Irské království spojovaly do jednoho státního celku zvaného Spojené království Velké Británie a Irska. Předtím byly Británie a Irsko spojeny jen personální unií (od roku 1541). Zákony byly přijaty roku 1800 a vstoupily v platnost 1. ledna 1801. Zesílení vazby mezi oběma zeměmi si Britové vynutili po neúspěšném irském povstání z roku 1798, které navíc podpořila francouzská vojska. Členy irského parlamentu, který zákony o unii schválil, směli být jen anglikáni, ačkoli drtivá většina obyvatel Irska byli katolíci. Navzdory tomu při prvním hlasování zákon přijat nebyl (109 proti, 104 pro) a muselo být opakováno. V něm byl přijat poměrem 158 pro, 115 proti. Vytvoření unie vedlo i ke změně vlajky země, do níž byl vkomponován kříž svatého Patrika, jakožto symbol Irska. Tuto vlajku (známý Union Jack) užívá Spojené království dosud, navzdoru tomu, že se Irsko v roce 1922 odtrhlo; kříž svatého Patrika v něm nyní reprezentuje Severní Irsko, jedinou enklávu na irském ostrově, která v unii zůstala.